# Els pobles més bonics d'Itàlia
Els pobles més bonics d'Itàlia és una associació privada que promou els petits centres habitats italians qualificats amb un "gran interès històric i artístic".
Neix el març de 2001 gràcies a l'impuls de l'Àrea de Turisme de l'Associació Nacional d'Ajuntaments Italians (ANCI) i amb l'objectiu de contribuir a salvaguardar, conservar i revitalitzar no només petits nuclis i municipis, sinó també elements aïllats que, en trobar-se fora dels principals circuits turístics, corren perill tot i el seu gran valor de ser oblidats amb la conseqüent degradació, despoblació i abandonament.
Inicialment, el grup estava format per un centenar de municipis, que han anat augmentant fins als 281 (2019).